# Phương trình sóng âm
Trong vật lý học, phương trình sóng âm là phương trình vi phân riêng phần bậc hai chi phối sự truyền sóng âm thông qua dụng cụ vật chất tương ứng với trường sóng dừng. Phương trình này mô tả sự tiến triển của áp suất âm p hay vận tốc hạt u là hàm của li độ x và thời gian t. Dạng phương trình rút gọn (vô hướng) mô tả sóng âm chỉ trong một chiều không gian, trong khi dạng tổng quát mô tả sóng theo ba chiều. Sóng truyền theo hướng xác định trước cũng có thể được tính bằng phương trình sóng một chiều bậc nhất.

## Trong không gian một chiều

### Phương trình
Phương trình sóng mô tả một trường sóng dừng trong không gian một chiều (li độ {\displaystyle x}) là:
{\displaystyle {\partial ^{2}p \over \partial x^{2}}-{1 \over c^{2}}{\partial ^{2}p \over \partial t^{2}}=0,}
Trong đó:
- {\displaystyle p} là áp suất âm (độ lệch cục bộ so với áp suất xung quanh)
- {\displaystyle c} là tốc độ âm thanh.[1]

### Nghiệm
Với điều kiện là tốc độ {\displaystyle c} là một hằng số, không phụ thuộc vào tần số (trường hợp không tán sắc), thì nghiệm tổng quát nhất là:
{\displaystyle p=f(ct-x)+g(ct+x)}
Trong đó {\displaystyle f} và {\displaystyle g} là hai hàm đạo hàm hai lần bất kỳ (có thể được hình dung là sự chồng chất của hai dạng sóng có cấu hình tùy ý), một sóng ({\displaystyle f}) truyền lên trục x và sóng ({\displaystyle g}) kia truyền xuống trục dưới tốc độ {\displaystyle c}. Trường hơp cụ thể của sóng hình sin khi đang truyền theo một hướng thu được bằng cách chọn {\displaystyle f} hoặc {\displaystyle g} là một sóng hình sin, còn phương kia bằng 0, cho ra
{\displaystyle p=p_{0}\sin(\omega t\mp kx)}.
Trong đó {\displaystyle \omega } là tần số góc của sóng và {\displaystyle k} chính là số sóng của nó.

## Trong không gian ba chiều

### Phương trình
Feynman cung cấp một vi phân của phương trình sóng cho âm thanh ba chiều là:
{\displaystyle \nabla ^{2}p-{1 \over c^{2}}{\partial ^{2}p \over \partial t^{2}}=0,}
Trong đó {\displaystyle \nabla ^{2}} chính là toán tử Laplace, {\displaystyle p} là áp suất âm (độ lệch cục bộ so với áp suất xung quanh), và {\displaystyle c} là tốc độ âm thanh.
Phương trình sóng tương tự nhưng đối với vận tốc hạt trong trường vectơ được cho bởi phương trình:
{\displaystyle \nabla ^{2}\mathbf {u} \;-{1 \over c^{2}}{\partial ^{2}\mathbf {u} \; \over \partial t^{2}}=0}.
Trong một số trường hợp, sẽ thuận tiện hơn khi giải phương trình sóng cho thế vận tốc trong trường vô hướng trừu tượng có dạng: 
{\displaystyle \nabla ^{2}\Phi -{1 \over c^{2}}{\partial ^{2}\Phi  \over \partial t^{2}}=0}
và sau đó rút ra các đại lượng vật lý về vận tốc hạt và áp suất âm theo các phương trình (hoặc định nghĩa, trong trường hợp vận tốc hạt):
{\displaystyle \mathbf {u} =\nabla \Phi \;},
{\displaystyle p=-\rho {\partial  \over \partial t}\Phi }.

### Nghiệm
Phương trình này có thể tìm được nghiệm bằng cách tách biến số trong các hệ tọa độ khác nhau. Các nghiệm này là phasơ, tức là chúng có hệ số phụ thuộc thời gian tiềm ẩn là {\displaystyle e^{i\omega t}} (trong đó {\displaystyle \omega =2\pi f} chính là tần số góc). Sự phụ thuộc thời gian rõ ràng được đưa ra bởi công thức:
{\displaystyle p(r,t,k)=\operatorname {Real} \left[p(r,k)e^{i\omega t}\right]}
Trong đó {\displaystyle k=\omega /c\ } chính là hệ số sóng.

#### Trong mặt phẳng tọa độ Descartes
{\displaystyle p(r,k)=Ae^{\pm ikr}}.

#### Trong mặt phẳng tọa độ trụ
{\displaystyle p(r,k)=AH_{0}^{(1)}(kr)+\ BH_{0}^{(2)}(kr)}.
Trong đó các phép xấp xỉ tiệm cận của hàm Hankel, khi {\displaystyle kr\rightarrow \infty }, là:
{\displaystyle H_{0}^{(1)}(kr)\simeq {\sqrt {\frac {2}{\pi kr}}}e^{i(kr-\pi /4)}}
{\displaystyle H_{0}^{(2)}(kr)\simeq {\sqrt {\frac {2}{\pi kr}}}e^{-i(kr-\pi /4)}}.

#### Trong mặt phẳng tọa độ cầu
{\displaystyle p(r,k)={\frac {A}{r}}e^{\pm ikr}}.
Tùy thuộc vào quy ước Fourier đã chọn, một trong những sóng này biểu thị sóng truyền ra ngoài và sóng còn lại biểu thị sóng phi vật lý truyền vào trong. Sóng truyền vào trong chỉ là phi vật lý do điểm kỳ dị xảy ra tại r=0; sóng truyền vào trong có tồn tại.